# شران
شران (به عربی: شران) یک منطقهٔ مسکونی در سوریه است که در Afrin District واقع شده‌است.

## خصوصیات
شران ۲٬۵۹۶ نفر جمعیت دارد.